# Gwidon Gonzaga

Herb rodu Gonzaga w XIII i XIV w.

Gwidon Gonzaga, wł. Guido Gonzaga (ur. w 1290, zm. 22 września 1369 w Mantui) – szlachcic włoski, drugi z kolei Kapitan Ludu (Capitano del Popolo) Mantui.
Był drugim synem Luigiego Gonzagi i Rychildy Ramberti. Mając 70 lat przejął po ojcu władzę w Mantui. Był doświadczonym politykiem, ponieważ za czasów władzy ojca angażował się w sprawy państwa. W rządzeniu pomagali mu synowie. Najprawdopodobniej najstarszy z nich, Ugolino, sprawował faktyczną władzę. Czas rządów Gwidona to okres walki między gwelfami a gibelinami.
Gwidon był żonaty trzy razy: z Agnese Pico, z Camillą Beccaria i z Beatrice di Bar.
Z Agnese Pica miał dwie córki: Beatrice i Tomassina. z Camillą Beccaria nie miał potomstwa. Z trzecią żoną zaś miał czworo dzieci: Ugolino, Ludovico, Francesco i Margerita.
Jego następcą był syn Ludovico.